# 张德邻
张德邻（1939年8月—），男，北京人，中华人民共和国政治人物。清华大学冶金系焊接工艺及设备专业毕业，高级工程师。

## 生平
1964年6月加入中国共产党。历任甘肃工业大学（后更名兰州理工大学）焊接教研室副主任、主任、系副主任、副校长、校党委书记、校长；哈尔滨锅炉厂党委书记；中共哈尔滨市委常务副书记、市长；机械电子工业部副部长、机械工业部副部长；四川省委常委、重庆市委书记等职。1997年重庆市升格为直辖市后继续担任市委书记。1999年6月任中央国家机关工委副书记，2005年2月任全国政协提案委员会副主任，同年10月增选为全国政协常务委员。曾任中纪委、中组部第一巡视组组长、第五巡视组组长。